# 金南街道
金南街道，是中华人民共和国贵州省黔南布依族苗族自治州贵定县下辖的一个街道办事处。
2014年2月25日，贵州省人民政府批复同意贵定县部分乡镇行政区划调整，新设置的金南街道辖原定南乡及原城关镇的荷花社区、麦溪社区、迎宾社区、平北社区和金山村、南平村、荷花村，街道办事处驻南平村

## 行政区划
金南街道下辖以下地区：
麦溪社区、荷花社区、迎宾社区、平北社区、荷花村、金山村、南平村、小河村、乐芒村、胜利村、新良田村、虎场村、鼓坪村和定南乡。

## 交通
- 沪昆铁路：贵定站